# Caixa d'Estalvis de Mataró
La Caixa d'estalvis de Mataró, va ser fundada el 8 de febrer de 1863 per un grup de prohomes mataronins, que volien crear una institució financera capaç de cobrir les necessitats de previsió de les classes treballadores i populars en plena revolució industrial. La Caixa d'estalvis de Mataró va ser la tercera Caixa creada a Catalunya, i el seu primer president va ser el patrici mataroní Pompeyo Serra i Carbonell, que posteriorment va ser alcalde de la ciutat. Les seves dependències provisionals, que només obrien els matins del diumenge, van ocupar un despatx de l'Ateneu Mataronès, l'entitat més important del segle xix a la ciutat.
Caixa d'estalvis de Mataró va esdevenir els anys 90 Caixa Laietana.